# Хансен, Леопольд-Оттомар Мартович
Леопольд-Оттомар Мартович Хансен (27 ноября 1879, Лайузе (ныне волость Йыгева, уезда Йыгевамаа, Эстония) — 15 февраля 1964, Элва, Эстонская ССР) — эстонский и советский театральный режиссёр и актёр, прозаик. Народный артист Эстонской ССР (1957). Первый почётный гражданин города Элва.

## Биография
Театральную деятельность начал певцом хора в 1899 году в театральной труппе эстонского импресарио Аугуста Вийрa (1853—1919). В 1903—1905 годах был актёром и режиссёром Эстонского общества «Ванемуйне», основанного в Тарту Й. В. Яннсеном.
В 1906 году вместе с Амалией Конса и Карлом Меннингом была в числе основателей эстонской театральной труппы, ставшей впоследствии театром «Ванемуйне».
С 1909 года выступал на сцене театра «Ванемуйне» в Тарту.
В успехом играл в пьесах эстонских драматургов Оскара Лутса, Эдуарда Вильде и других.
В 1920-х годах работал режиссёром, с 1933 года — в драматической студии в Таллине, затем вновь с 1944 по 1961 год в театре «Ванемуйне» в Тарту.
Кроме того, в 1927 году сыграл в одном из первых эстонских немых фильмов «Noored kotkad» («Молодые орлы») Теодора Лутса.
Леопольд Хансен — автор нескольких книг, в основном, мемуаров, в том числе романы «Новый Каин» («Uus Kain», 1902), «10 kupleed» (1914), пьесы «Карьеристы» («Karjeristid», 1924), «Ühevaatuslised» (1925). Наиболее значительная часть его литературного наследия состоит из мемуаров «Мой путь к театру» (1940), «Ванемуиз» (1960), «Птица — король» (1963).

## Награды
- Орден Трудового Красного Знамени (1956)[1].
- Народный артист Эстонской ССР (1957).
- Заслуженный артист Эстонской ССР (1946)
- Первый почётный гражданин города Элва.

## Память
- В г. Элва создан Дом-музей Леопольда Хансена.